# شالکنباخ
شالکنباخ (به آلمانی: Schalkenbach) یک شهر در آلمان است که در اهرویلر واقع شده‌است. شالکنباخ ۸۴۱ نفر جمعیت دارد.